# Old Harry Rocks
Le Old Harry Rocks sono due formazioni calcaree, situate presso Handfast Point, sull'isola di Purbeck nel Dorset, nel sud dell'Inghilterra. Geologicamente sono parte della Formazione del Chalk e risalgono al Cretaceo superiore  (approssimativamente 66 milioni di anni fa). Demarcano il punto più ad est della Costa giurassica, un sito Unesco. 

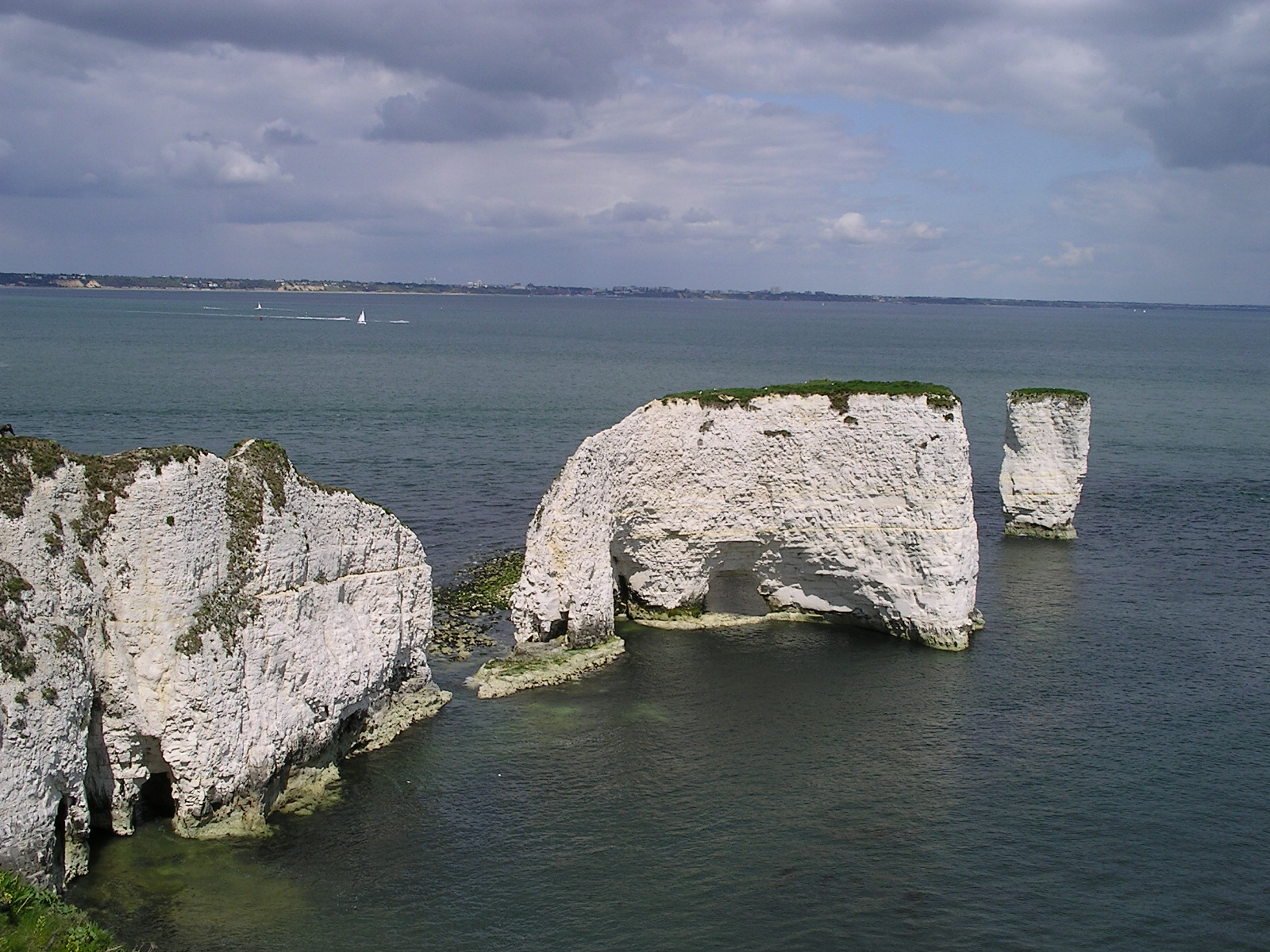
Old Harry Rocks

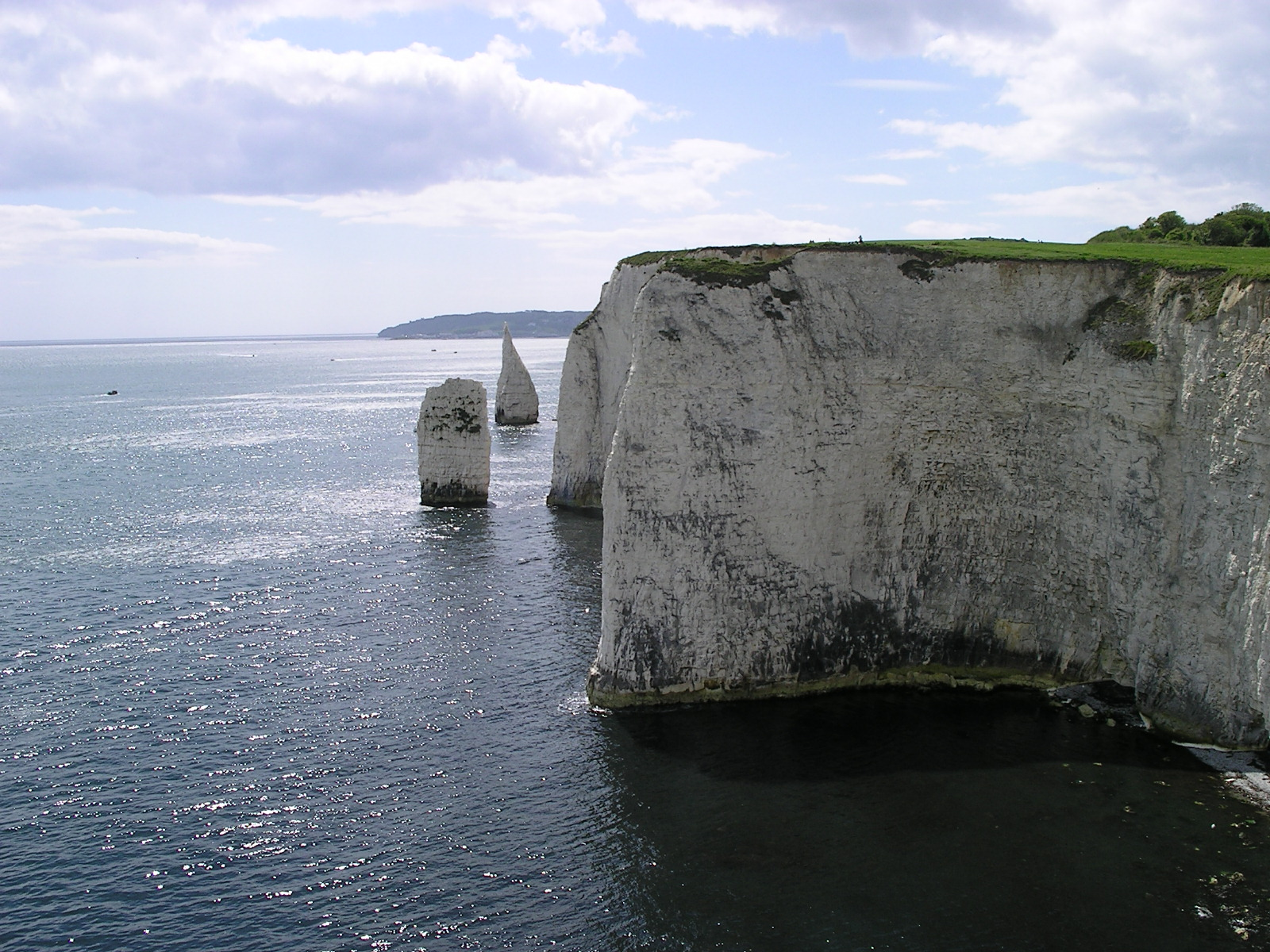
Old Harry Rocks

## Collocazione
Le Old Harry Rocks si trovano a est di Studland, circa 4 chilometri a nord-est di Swanage e circa 10 chilometri a sud delle città di Poole e Bournemouth.

## Leggende
Ci sono due leggende riguardanti il nome delle Old Harrys Rock.
La prima afferma che il Diavolo abbia dormito sulle rocce, mentre una seconda leggenda locale afferma che le rocce furono chiamate così dopo che Harry Paye, pirata della città di Poole, nascose lì la sua refurtiva.